# Uroš Marović
Uroš Marović (in serbo Урош Маровић?; Belgrado, 4 luglio 1946 – Belgrado, 23 gennaio 2014) è stato un pallanuotista jugoslavo, vincitore di una medaglia d'oro a Città del Messico 1968. Con la calottina del Partizan vinse tre edizioni della Coppa dei Campioni e altrettanti campionati e coppe di Jugoslavia.